# Форчън Глобал 500
Fortune Global 500 е рейтинг на 500-те най-големи компании в света. За критерий на класацията служи годишният приход (оборот, обем на продажбите) на фирмата. Съставя се и се публикува ежегодно от списание „Fortune“. Всяка година през юли излиза последният рейтинг.

## Топ 10 по рейтинг 2018 г.
Следва списъкът с 10-те най-големи компании, публикуван на 20 юли 2016 г. Той се основава на фискалната година, приключила на или преди 31 март 2016 г.
| Място | Компания                                     | Страна                            | Индустрия          | Приход в USD  |
| ----- | -------------------------------------------- | --------------------------------- | ------------------ | ------------- |
| 1     | Уол-Март                                     | САЩ                               | Търговия на дребно | $500 милиарда |
| 2     | Държавна електро-мрежова корпорация на Китай | Китай                             | Електроенергетика  | $349 милиарда |
| 3     | Китайска нефтохимическа корпорация           | Китай                             | Нефт и газ         | $327 милиарда |
| 4     | China National Petroleum                     | Китай                             | Нефт и газ         | $326 милиарда |
| 5     | Роял Дъч Шел                                 | Нидерландия(Обединено кралство) * | Нефт и газ         | $312 милиарда |
| 6     | Тойота                                       | Япония                            | Автомобили         | $265 милиарда |
| 7     | Фолксваген                                   | Германия                          | Автомобили         | $260 милиарда |
| 8     | BP                                           | Великобритания                    | Нефт и газ         | $245 милиарда |
| 9     | Ексон Мобил                                  | САЩ                               | Нефт и газ         | $244 милиарда |
| 10    | Бъркшър Хатауей                              | САЩ                               | Холдинг            | $242 милиарда |

* Fortune преди сочеше Shell като съвместна компания от Нидерландия и Великобритания, но в списъка от 2016 г. е отбелязана само като нидерландска.

## Топ 10 по рейтинг 2012
На 9 юли 2012 излиза поредният рейтинг.
1. Royal Dutch Shell, Нидерландия-Великобритания – добив и преработка на нефт и газ
2. ExxonMobil, САЩ – добив и преработка на нефт и газ
3. Walmart, САЩ – търговия на дребно
4. BP, Великобритания – нефт и газ
5. Sinopec, Китай – нефт и газ
6. China National Petroleum, Китай – нефт и газ
7. State Grid, Китай – електроенергетика
8. Chevron Corporation, САЩ – нефт и газ
9. ConocoPhillips, САЩ – нефт и газ
10. Toyota Motor, Япония – автомобили

## Топ 10 по рейтинг 2010
На 10 юли 2010 излиза поредният рейтинг.
1. Walmart, САЩ – търговия на дребно
2. Royal Dutch Shell, Нидерландия-Великобритания – добив и преработка на нефт и газ
3. ExxonMobil, САЩ – добив и преработка на нефт и газ
4. BP, Великобритания – нефт и газ
5. Toyota Motor, Япония – автомобили
6. Japan Post Holdings, Япония – застраховане, банкиране, пощенски и куриерски услуги
7. Sinopec, Китай – нефт и газ
8. State Grid, Китай – електричество
9. AXA, Франция – застраховане
10. China National Petroleum Corporation, Китай – нефт и газ